# Limonia atridorsum
Limonia atridorsum är en tvåvingeart som först beskrevs av Alexander 1920.  Limonia atridorsum ingår i släktet Limonia och familjen småharkrankar.
Artens utbredningsområde är Taiwan. Inga underarter finns listade i Catalogue of Life.